# Katherine Allfrey
Katherine Allfrey (* 14. August 1910 in Verl als Paula Katherina Forjahn; † 8. Dezember 2001 in Kandern) war eine deutsch-britische Kinder- und Jugendbuchautorin.

## Leben
Da ihr Vater vor ihrer Geburt verstarb, zog die Mutter Katherine allein groß. Die finanziellen Verhältnisse erlaubten keinen Besuch einer weiterführenden Schule, so dass sie mit 14 Jahren eine Lehre in einem Hammer Warenhaus begann. Geistig wurde sie von der Wandervogel-Bewegung beeinflusst. Sie wird Pazifistin und Vegetarierin.
Anfang 1933 übersiedelte Allfrey nach Griechenland, wo sie fünf Jahre in Athen lebte. Dort arbeitete sie als Würstchenverkäuferin, Deutschlehrerin und Kindermädchen. Ein jüdischer Emigrant erteilte ihr Unterricht in Französisch, alten Sprachen und griechischer Mythologie. Eine Rückkehr nach Deutschland nach der Machtergreifung Hitlers lehnte sie ab. Nach ihrer Heirat mit dem englischen Adligen Tom Allfrey wanderte das Paar nach Neuseeland aus, wo sie zu schreiben begann.
1949 kehrte Allfrey nach Europa zurück und lebte mit ihrer fünfköpfigen Familie in der Nähe von Bristol auf dem Land, gemeinsam mit Hunden, Hühnern, Ziegen, Kühen und weiteren Tieren. Hier schrieb sie mehrere Romane. 1957 wird ihr erstes Buch Grisi und die kleinen Leute im Thienemann-Verlag veröffentlicht. Nach dem Tod ihres Mannes 1988 kehrte sie nach Deutschland zurück und siedelte sich 1989 in Binzen, nahe ihrer jüngsten Tochter, an. Dort verstarb sie 2001.
Allfrey verarbeitet in ihren Büchern immer wieder Themen aus Geschichte und Mythologie. Für ihre Erzählung Delphinensommer wurde sie 1964 mit dem Deutschen Jugendliteraturpreis ausgezeichnet.

## Trivia
Nach ihr ist eine Straße eines Wohngebietes in Verl benannt.

## Selbständige Veröffentlichungen
- Grisi und die kleinen Leute, Stuttgart 1956 [Katherine Forjahn; Illustr.]
- Zuflucht im heimlichen Haus, Stuttgart 1957 [Katherine Forjahn; Illustr.]
- Delphinensommer, Berlin: Dressler 1963 [Illustr.]; Frankfurt/M.: Büchergilde Gutenberg 1966; Stuttgart: Dt. Bücherbund [1973]; Berlin: Dressler 1976, 1980; Hamburg: Oetinger 1984; Hörspielfassung. Bearb. von C. Poensgen und M. Torris. [Hamburg:] Philips [1966]; [Marburg:] Dt. Blindenstudienanst. o. J.; engl., amerik., niederl., afrikan., portug. und hebr. Übers.
- Penny Brown, Berlin: Dressler 1964; München: dtv 1971, 1973, 1976
- Dimitri, Berlin: Dressler 1966
- Das Kind, das mit den Vögeln sprach, Ebd. 1968 [Illustr.]
- Rauhbeins im Busch, Roman [aus dem Engl. übers. von G. Rukschcio]. Balve: Engelbert 1970
- Spuk im goldenen Kürbis. Berlin: Dressler 1970 [Illustr.]
- Taube unter Falken, Ein Mädchen auf der Suche nach seiner Bestimmung. Würzburg: Arena 1971, 1975, 1978, 1982, 1984, 1987, 1991, 1995, 2002
- Der Weg nach Tir-nan-Og, Balve: Engelbert 1972
- Die Drei aus der weißen Schachtel, Berlin: Dressler 1972 [Illustr.]
- Das Weihnachtssingen, Kempten: Kösel 1973
- Auch für Lambis scheint die Sonne, Berlin: Dressler 1973; Ravensburg: Maier 1979
- Sie kamen nach Delos, Roman für junge Mädchen, Würzburg: Arena 1980, 1989
- Der flammende Baum, Ebd. 1982, 1986 [Illustr.]
- Achim winkt den Zügen zu, Ebd. 1984 [Illustr.]
- Der Mitternachtshund, Stuttgart: Thienemann 1986, 1987; München: dtv 1990, 1991, 1993, 1994
- Das Haus am Deich, Stuttgart: Thienemann 1988; München: dtv 1993
- Die Erscheinung in der Schlucht, Stuttgart: Thienemann 1989; München: dtv 1994
- Die Trojanerin, Stuttgart: Thienemann 1990; München: dtv 1995; ebd.: Omnibus, 2000
- Trixis Tricks, Stuttgart: Thienemann 1991; München: dtv 1996
- Aktis, Sohn der Trojanerin, Stuttgart: Thienemann 1993; München: Omnibus 2001
- Katherine Allfrey Lesebuch. Zusammengestellt und mit einem Nachwort von Walter Gödden, Nylands Kleine Westfälische Bibliothek Band 24, Bielfeld: Aisthesis 2010. ISBN 978-3-89528-811-1

## Unselbständige Veröffentlichungen in folgenden Publikationen
- B. Bartos-Höppner (Hg.): Weihnachtsgeschichten unserer Zeit. Bekannte Schriftsteller erzählen vom Weihnachtswunder. Würzburg 1977, 1981;
- dies. (Hg.): Tiergeschichten unserer Zeit. Neue Erz. bekannter Schriftsteller. Ebd. 1981; dies. (Hg.): Mädchengeschichten unserer Zeit. Neue Erz. bekannter Schriftsteller für junge Mädchen von heute. Ebd. 1981 – Die Schau, Monatsschr. [Reiseberichte].